# Maersk Air
Maersk Air var et flyselskab grundlagt af A.P. Møller-Mærsk-gruppen i 1969. I 2005 blev selskabet opkøbt af en islandsk kapitalfond som i forvejen ejede det danske flyselskab Sterling European Airlines (det tidligere Sterling Airways) og slog de to selskaber sammen og drev det videre under navnet Sterling.
Luftfragtselskabet Star Air – nu Maersk Air Cargo – hører stadig under Maersk og flyver en flåde af Boeing 767-200F og Boeing 777F fra september 2024, som er dansk registrerede, men opererer med base i Flughafen Köln/Bonn.

## Flyflåde
- 1969-1978, Fokker F27 Friendship, i alt 10 stk.
- 1973-1987, Boeing 720-051B, i alt 5 stk.
- 1976-1990, Boeing 737-200 Advanced, i alt 14 stk.
- 1981-1989, De Havilland Canada Dash 7, i alt 5 stk.
- 1983-1991, Eurocopter AS332 Super Puma, i alt 5 stk.
- 1984-1990, Short 360-100, i alt 2 stk.
- 1985-1998, Boeing 737-300, i alt 22 stk.
- 1988-2000, Fokker 50, i alt 9 stk.
- 1990-2005, Boeing 737-500, i alt 24 stk.
- 1993-1996, Boeing 737-400, i alt 3 stk.
- 1998-2005, Boeing 737-700, i alt 15 stk., hvoraf 12 stk. overgik til Sterling Airlines

## Galleri
- Fokker F27 i Zürich Lufthavn, 1976.
- Boeing 720-051B i Stockholm, 1973.
- Boeing 737-200 i Faro Lufthavn, 1985.
- De Havilland Canada Dash 7 i Københavns Lufthavn, 1981.
- Eurocopter AS332 Super Puma, Aberdeen Airport, 1994.
- Short 360-100i Københavns Lufthavn, 1984.
- Boeing 737-300 i Faro Lufthavn, 1995.
- Fokker F50, 1994.
- Boeing 737-500 i London Gatwick Airport, 2002.
- Boeing 737-400 i Faro Lufthavn, 1992.
- Boeing 737-700 på Malta Lufthavn, 2003.